# Nelsonville
Nelsonville est une ville américaine située dans le Comté d'Athens dans l’État de l'Ohio. En 2010, sa population était de 5 392 habitants.

## Source de la traduction
- (en) Cet article est partiellement ou en totalité issu de l’article de Wikipédia en anglais intitulé « Nelsonville, Ohio » (voir la liste des auteurs).